# Filipe Augusto
Filipe Augusto (* 12. August 1993 in Itambé; mit vollem Namen Filipe Augusto Carvalho Souza) ist ein brasilianischer Fußballspieler.

## Karriere

### Verein
Filipe Augusto spielte in der Jugend seit 2009 für EC Bahia und gehörte 2012 ohne Pflichtspieleinsatz dem Profikader an. Ab Sommer 2012 setzte er seine Karriere durch seinen Wechsel zum portugiesischen Verein Rio Ave FC im Ausland fort. Von diesem Verein wurde er nacheinander an die Vereine FC Valencia und Sporting Braga ausgeliehen und im Sommer 2017 an Benfica Lissabon verkauft. Für die Saison 2018/19 lieh ihn dieser an den türkischen Erstligisten Alanyaspor aus. Nach einer Saison verließ er diesen Verein und wurde von Benfica fest an Rio Ave FC abgegeben.

### Nationalmannschaft
2012 spielte Filipe Augusto für die brasilianische U-20-Nationalmannschaft und 2014 für dessen  U-23-Auswahl.